# Richard de Bas

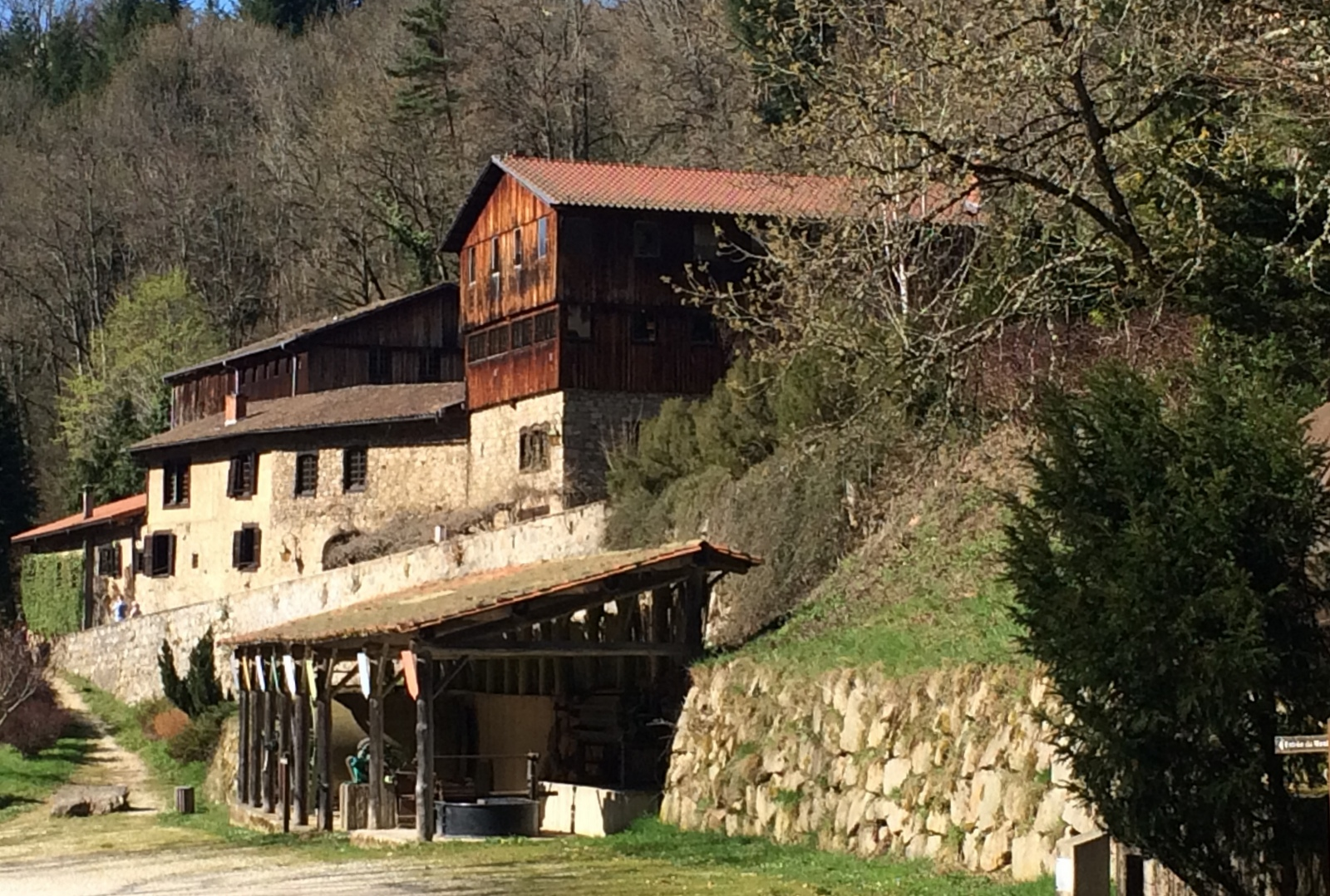
Papiermühle Richard de Bas

Die Papiermühle Richard de Bas (französisch Moulin Richard de Bas) in Ambert gehört zu den ältesten französischen Unternehmen. Sie besteht seit 1326. Die Region um Ambert ist bekannt für die Papierherstellung; bis zu 400 Mühlen stellten hier Papier aus Lumpen her. Die Mühle Richard de Bas stellt nach dieser Tradition hochwertiges Papier her, das für die Restaurierung von Schriftwerken, Aquarellen, Lithografien usw. verwendet wird.